# George C. Webb
George C. Webb (geb. vor 1962) ist ein US-amerikanischer Artdirector und Szenenbildner, der viermal für den Oscar für das beste Szenenbild nominiert war.

## Leben
Webb begann seine Laufbahn als Artdirector und Szenenbildner 1962 bei dem Film Die Sprache der Gewalt (Pressure Point) und war danach bis 1977 an der Herstellung von rund vierzig Filmen beteiligt.
Bei der Oscarverleihung 1967 war er erstmals für einen Oscar für das beste Szenenbild nominiert und zwar zusammen mit Alexander Golitzen, John McCarthy Jr. und John P. Austin für den Farbfilm Das Mädchen aus der Cherry-Bar (1966).
Weitere Nominierungen in dieser Kategorie folgten 1968 mit Golitzen und Howard Bristol für Reicher Mann gesucht (Thoroughly Modern Millie, 1967), 1970 mit Golitzen und Jack D. Moore für Sweet Charity (1970) sowie zuletzt bei der Oscarverleihung 1977 mit Mickey S. Michaels für Verschollen im Bermuda-Dreieck (1977).
In den 1990er Jahren arbeitete er bei drei Produktionen als Elektriker mit.

## Filmografie (Auswahl)
- 1962: Die Sprache der Gewalt (Pressure Point)
- 1966: The Pad and How to Use It
- 1970: Ein Sheriff in New York (Fernsehserie)
- 1972: Schlachthof 5 (Slaughterhouse-Five)
- 1973: Beg, Borrow, or Steal
- 1975: Mobile Two (Fernsehfilm)